# الصغير والحالي
الصغير والحالي هي مجموعة قصصية كتبها محمد علاء الدين عام 2012، ونشرتها دار ميريت للنشر والتوزيع في مصر. إنها مجموعته القصصية الثالثة التي تبعتها رواية كلب بلدي مدرب (بالإنجليزية: A Well-Trainined Stray)‏ والتي صدرت عام 2014.

## المقدمة
تحتوي هذه المجموعة القصصيّة على 23 قصة قصيرة عن الجنون والاغتراب والأسرار.

## الأهمية الأدبية والنقد
في المؤلَّف الذي يقدمه محمد علاء الدين لقرائه في مجموعته الأخيرة المكونة من 23 قصة قصيرة، كان الخوض في نوع جديد وتجريبي من الكتابة. اللغة بسيطة، التدفق سلس. نشرته دار ميريت في أوائل عام 2012، «عاشق شاب، عاشق جديد» (وهو اسمٌ آخر للرواية) يختلفُ عن كتابات علاء الدين السابقة في بساطته حسب كلام النقاد. ومع ذلك، فإنها تظل تجريبية ببساطة من خلال إعادة إدخال بعض الأساليب الكلاسيكية لكتابة القصة مع الموضوعات المعاصرة.
يبدأ علاء الدين المجموعة بعربة النار. إنها لقطة من مشهد قتل في الشارع، حيث يتوسَّط الراوي فيما يحدث بين القتل وتسجيل اسم الضحية في سجلات الشرطة. يشهد الراوي كيف ذُبحت المرأة بالسكين. يغادر الجاني على الفور، ويُترك محدقًا في الضحية التي تم تثبيت عينيه عليه. السرد بسيط في كلام النقاد، فيما تنبع قوة المجموعة القصصيّة من الكثافة العاطفية للحظات قبل وفاة المرأة واللغة التي يستخدمها علاء الدين لوصفها.
مجموعته هذه لها مقدمة وذروة ونهاية.
جاءت هذه المجموعة القصصيّة القصيرة الصغير والحالي بعد ثلاث سنوات من العمل - لم ينشر علاء الدين أي شيء منذ رواية المُعجَب في عام 2009. إن التطور في أسلوبه وتأثير الكلاسيكيات الأدبية واضحان للغاية – حسب كلام النقاد دومًا – في المجموعة التي أُصدرت حديثًا. من بين المؤثرات الظاهرة في المجموعة تأثير الأدب الصوفي. في القصة القصيرة «ملح الأرض»، يروي علاء الدين قصة رجل يختبر الوحي ويُحاول الوصول إلى حالة روحية أعلى. اللغة ذاتها التي يستخدمها مستوحاة من الصوفية. في جميع أنحاء المجموعة، يجد القراء عبارات شعرية. يكرر عبارات معينة لخلق إيقاع، ويعكس كيف ضاع أبطاله بطريقة ما، وهم يدورون في دوائر.
بطلة قصّة «بيت جميل سعيد» امرأة تقوم بجمع التحف لتأثيث شقتها عندما تتزوج. عندما تبلغ من العمر 30 عامًا، تقبل الزواج من رجل أصغر سنًا، لكن منزلهم الجديد صغير جدًا بالنسبة لمجموعتها العتيقة. كانت تعلم أن الزواج لن يدوم، لكنها لم تستطع التوقف عن شراء التحف رغم أن ابنها الوحيد يكرهها. تشكل مجموعتها الخاصة للغاية عائقًا أمام كل ما تريد القيام به. ربما تكون قصّة «مايكل» هي القصة الوحيدة في المجموعة التي تعكسُ بعض استفزازات أعمال علاء الدين السابقة. يروي قصة ملاك يشعر بأنه مهمل من الله.
بشكل عام، تعد المجموعة قراءة ممتعة كما ذكر عددٌ من النقاد، على الرغم من أن بعض القصص القصيرة تأتي مثل المقتطفات، لقطات من حوادث معينة. ومع ذلك، فإنهم بطريقة ما يعودون إلى القصص الرئيسية، ويربطونها ببعضها البعض بشكل وثيق. اختيرت المجموعة واحدةً من أهم كتب العام من قبل عددٍ من المجلات بما في ذلك العجلة الثقافية، مركز الفنون والأدب البارز في مصر، وكانت المجموعة الوحيدة التي اختيرت للقصة القصيرة. إلى جانب الترجمة الأمريكية لقصة العنوان الرئيسية، نشرت الصحيفة الروسية موسكوفسكيج كومسوموليتس في نسختها المصرية ترجمة روسية لإحدى القصص الموجودة بداخل المجموعة، وهي قصّة The Voice (بالعربيّة: الصوت)، وترجمتها سارالاس جينتسبورغ. في مارس 2014، تمت ترجمة القصة نفسها إلى الإيطالية بواسطة باربارا بينيني ونشرت في Editoriaraba، وهي مدونة إيطالية بارزة مخصصة للأدب العربي، في غضون 24 ساعة تمت إعادة تدوينها على مدونة MedShake على موقع ISPI، وهو بحث إيطالي مرموق في السياسة الدولية.
ترجمت قصة العنوان في مجلة بابلك سبيس الأمريكية، فقد نشرت ترجمة روسية لأحدى قصصها الصوت (قصة قصيرة) في جريدة موسكوفكيج كومسوموليتس الروسية في طبعتها المصرية بترجمة سارالاي جينتسبرج في أكتوبر 2012. كما تُرجمت نفس القصة إلي الإيطالية في موقع ايديتورياربا المخصص للأدب العربي بواسطة باربرا بينيني في العام 2014، وأُعيد نشرها بعد يوم واحد في مدونة ميد شيك، التابعة لجمعية آي إس بي آي الإيطالية.

## وصلة خارجية
- «قصة الكتابة الجديدة» - مقال عن الكتاب في إيجيبت إندبندنت باللغة الإنجليزية